# Prærie-hævn
Prærie-hævn er en amerikansk stumfilm fra 1918 af Edwin Carewe.

## Medvirkende
- Bert Lytell - Ned "Dakota" Keegles
- Anna Q. Nilsson - Sheila Langford
- Harry S. Northrup - Jack Duncan
- Ernest Maupain - David Langford
- John A. Smiley - Ben Doubler
- Danny Hogan - "Texas" Blanco